# Українська мова і література в школі
«Украї́нська мо́ва і літерату́ра в шко́лі» (УМЛШ) — науково-методичний журнал Інституту педагогіки НАПН України. Часопис виходить 8 разів на рік.
Журнал внесено до Переліку наукових фахових видань України, в яких можуть публікуватися результати дисертаційних робіт на здобуття наукових ступенів доктора і кандидата наук.
У журналі публікуються статті з питань методики навчання української мови і літератури в ЗНЗ, закладах нового типу і ВНЗ, навчання української мови в школах національних меншин, проблем культури мови й духовності.

## Редакційна колегія
Головний редактор — докторка педагогічних наук, професорка Ніна Голуб [Архівовано 21 квітня 2021 у Wayback Machine.].
До складу редколегії входять провідні науковці: Надія Бібик, Юрій Бондаренко, Микола Вашуленко, Олена Горошкіна, Вікторія Загороднова, Станіслав Караман, Любов Мацько, Володимир Мельничайко, Валентина Новосьолова,  Абдурахім Насіров, Сергій Омельчук, Марія Пентилюк, Людмила Попова, Володимир Різун, Григорій Семенюк, Микола Суліма, Іван Хом'як, Галина Шелехова,Таміла Яценко.

## Історія
Заснований у червні 1997 року. Засновник - Інститут педагогіки НАПН України. Зареєстрований Міністерством інформації України. Реєстраційне свідоцтво КВ №2647 ві 02.06.1997.
Першим головним редактором часопису була Ольга Хорошковська.

## Структура та зміст
Матеріал подають у розділах:
- Методика мови
- Методика літератури
- Наука - школі / Мовознавчі та літературознавчі студії
- Українська мова в школах національних меншин
- Мова і література в закладах вищої освіти
- Педагогічний досвід
- Літертурна світлиця
- Методична скарбничка
- Міжнародний досвід
- Позакласні заходи
- Консультації
- Рецензії та відгуки / Рецензії, огляди, рефлексії
- Портретна галерея
- Актуально
- Інтерв'ю
- Хроніка
- На допомогу вчителю

Серед авторів часопису: Н. Бондаренко, Н. Голуб, О. Горошкіна, О. Міщенко, С. Омельчук, М. Пентилюк,  Т. Яценко.   